# Ilona Kasdepke
Ilona Kasdepke (* 19. April 1961 in Berlin-Grunewald) ist eine deutsche Politikerin (Partei Rechtsstaatlicher Offensive).

## Leben
Kasdepke verließ die Schule 1978 mit dem Realschulabschluss und absolvierte von 1979 bis 1982 eine Ausbildung zur Industriekauffrau. Von 1983 bis 1986 war sie als Verwaltungsangestellte tätig. Anschließend war sie in der Kreditorenabteilung eines Unternehmens beschäftigt. Von 1989 bis 1999 war sie selbstständige Bezirksdirektorin des Innen- und Außendienstes für private Krankenversicherungen. Sie ist verheiratet.
Kasdepke trat 2000 der Partei Rechtsstaatlicher Offensive bei. Von Oktober 2001 bis März 2004 war sie Mitglied der Bürgerschaft der Freien und Hansestadt Hamburg. Als Bürgerschaftsabgeordnete war sie Mitglied des Gesundheits- und des Sozialausschusses sowie Mitglied des Beirats in der Landeszentrale für politische Bildung. Während ihrer Mandatszeit initiierte sie das ursprünglich aus den USA stammende „Faustlos“-Projekt an Hamburger Schulen, das Gewalt und Aggression schon in der Grundschule vorbeugt.